# Прогулки Джейн
Прогулки Джейн (англ. Jane’s Walk) — это ежегодные коллективные прогулки в различных городах по всему миру организуемые добровольцами в память об активистке, теоретике городского планирования и писательнице Джейн Джекобс. Обычно проводятся в первые выходные мая, в день наиболее близкий к дню рождения Джекобс (4 мая).

## Принципы
Ключевые принципы — самоорганизация и самостоятельный выбор. Прогулки организуются добровольцами и проводятся бесплатно. Гид не должен в обязательном порядке быть знаком с книгами Джейн Джекобс (в первую очередь имеется в виду «Смерть и жизнь больших американских городов»), но это приветствуется. Присоединиться к прогулкам может любой человек. Основные цели — знакомство соседей и обсуждение вопросов устройства общего городского пространства. На прогулках горожанами исследуются окрестности их домов, происходит знакомство соседей, обсуждаются социальные вопросы, вопросы архитектуры и культурного наследия, вопросы планирования пространства, пешеходной доступности и благоустройства, с которыми сталкиваются местные жители, а также другие темы. Джекобс считала, что любые инициативы должны исходить из реальных нужд граждан, что успехи в городском планировании и управлении могут быть достигнуты лишь при условии их направленности снизу вверх. Участникам рекомендуется надевать удобную обувь и одежду по погоде, задавать больше вопросов окружающим, больше общаться, фотографировать, держаться группой, чтобы лучше слышать друг друга и не мешать проходу других пешеходов, быть дружелюбными и стараться понять другие точки зрения.

## История
С момента первой прогулки состоявшейся 5 мая 2007 года в Торонто (где Джейн умерла 26 апреля 2006 года), прогулки Джейн прошли во многих городах по всему миру. Первую прогулку провела группа друзей и коллег Джейн Джекобс (Мэри Роу, Марджи Зейдлер, Крис Винтер, Алан Бродбент и Энн Питерс), которые хотели почтить её идеи и наследие. Они создали Center for the Living City. Прогулки Джейн — одна из программ данной организации.
Первые прогулки в Канаде столкнулись с противодействием местной администрации. Организаторы использовали пожертвования и гранты различных фондов для организации прогулок. В настоящее же время прогулки Джейн предлагаются администрацией канадского города Тандер-Бей как одно из средств предупреждения преступности.
Иногда организаторами прогулок выступают политики или организации, например, такие как West End Museum.
В 2009 году более 10 тысяч человек приняли участие в прогулке Джейн в 24 населённых пунктах по всей Северной Америке, а также в Мумбаи.
В 2011 году состоялась первая прогулка Джейн в Мадриде и Санкт-Петербурге. В 2011 году прогулка впервые прошла в Израиле — в городе Тель-Авив.
В 2012 году были организованы более 600 прогулок в 85 городах расположенных в 19 странах, в том числе в Словении 14 прогулок в 9 городах. В 2012 году мероприятие прошло в 3 израильских городах: Хайфе, Тель-Авиве и Иерусалиме.
В мае 2013 года, более 800 прогулок были проведены более чем в 100 городах из 22 стран по всему миру.
В мае 2014 года прогулки прошли в Волгограде и Санкт-Петербурге.